# Vic Morrow
Pour les articles homonymes, voir Morrow.
Vic Morrow, né Victor Morozoff le 14 février 1929 dans le Bronx à New York et mort le 23 juillet 1982 à Indian Dunes, est un acteur américain. Il meurt au cours du tournage de La Quatrième Dimension dans un accident d'hélicoptère.

## Biographie

### Jeunesse
Sur son année de naissance, 1929, 1931 ou 1932, les avis divergent[réf. nécessaire], mais Victor Morozoff, d'ascendance russe, naît dans le Bronx. Il fréquente l'école avec le producteur Brandon Chase.
Il abandonne le lycée à 17 ans pour s'engager dans la marine des États-Unis. Après quoi il utilise les avantages du G.I. Bill pour étudier le droit en Floride. Il participe en parallèle à une école de théâtre, ce qui lui fait découvrir qu'il préfère cette ambiance-là à celle des tribunaux.
Arrivant à New York, il s'inscrit au Actors' Workshop (en) pour s'améliorer. Avec son diplôme en poche, il participe à la production de Un tramway nommé Désir.

### Débuts de carrière
Il débute au grand écran en 1955 en jouant un rôle de voyou dans Graine de violence, film produit par la MGM. Il reste ensuite, au cinéma, cantonné dans ce genre de rôle. Après quelques apparitions à la télévision, il y décroche en 1962 le rôle du sergent Chip Saunders, un sous-officier vétéran, dans la série Combat !, qui lui vaut sa réputation. Petit à petit, il prend le dessus sur le rôle du Lt. Hanley (Rick Jason (en)). Comme le succès est au rendez-vous, il parvient à s'affirmer allant jusqu'à réaliser lui-même quelques épisodes.
C'est à cette période qu'il divorce. Deux ans après, la série s'arrête, et sa carrière suit alors une voie de garage. Il ne tourne alors que des films pour la télévision. Même si quelques productions dans lesquelles il apparaît, comme la série télévisée Police Story (1973), sont plutôt des succès, il n'obtient plus guère que des rôles modestes, comme dans Larry le dingue, Mary la garce (1974) ou Le Trésor de Matacumba (1976).
Il se fait bien voir de la critique dans La Chouette Équipe (1976), mais n'est pas repris dans les suites. Avec la faillite de son second mariage et la mort de sa mère, il se met à boire, ce qui ne favorise pas sa carrière. En 1982, il est plein de gratitude à l'égard de John Landis pour avoir été choisi dans La Quatrième Dimension. Cela lui semble un extra par rapport aux nombreux films de série B qu'il tournait depuis les années 1970. C'est là que se produit l'épisode qui lui coûte la vie, ainsi qu'à deux enfants engagés, semble-t-il d'une façon peu légale, pour le tournage.

### Mort sur le tournage de la4edimension

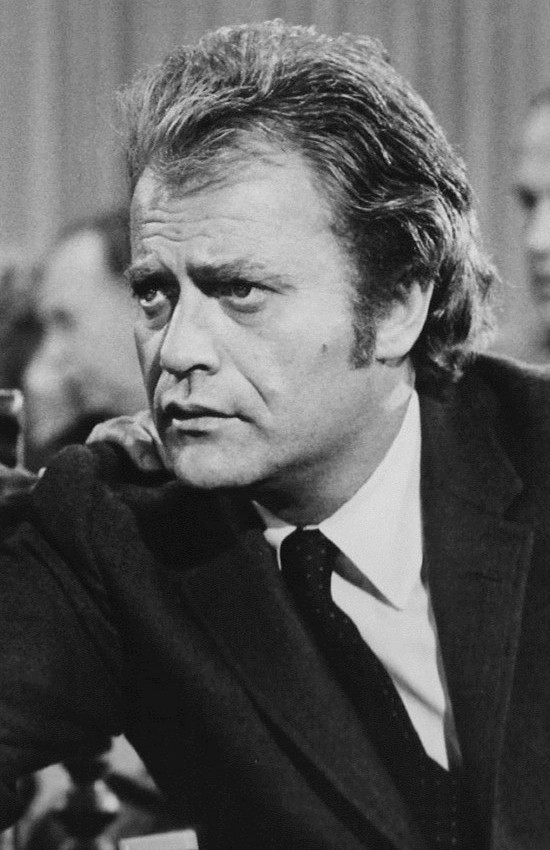
Vic Morrow en 1971.

En 1982, Morrow obtient l'un des rôles principaux du film La Quatrième Dimension, réalisé par John Landis. Morrow joue le rôle de Bill Connor, un raciste qui retourne à différents moments dans le passé et traverse diverses situations où il devient une victime persécutée.
Le matin du 23 juillet 1982, Morrow et deux enfants, Myca Dinh Le, 7 ans, et Renee Shin-Yi Chen, 6 ans effectuent un tournage en Californie, à Indian Dunes, près de Santa Clarita. Il s'agit d'une scène se passant au Vietnam, dans laquelle leurs personnages tentent d'échapper à un hélicoptère de l'armée américaine, les deux enfants se trouvant dans les bras de Morrow. L'hélicoptère se trouve en vol stationnaire à environ 7 m au-dessus du sol quand des explosions dues aux effets pyrotechniques provoquent la chute de l'appareil. Morrow et Myca sont décapités par le rotor et Chen meurt écrasée . Cette scène ne sera pour des raisons évidentes pas retenue au montage final de l'œuvre. John Landis et quatre autres accusés, dont le pilote Dorsey Wingo, poursuivis pour homicide involontaire sont finalement acquittés après un procès de près de neuf mois. Les parents de Le et Chen, et les enfants de Vic Morrow, qui avaient engagé des poursuites, obtiennent des dommages intérêts dont le montant n'a pas été divulgué.
Il est enterré au Hillside Memorial Park à Culver City. Lors de son enterrement, John Landis prend la parole, ainsi que Dick Peabody (en) et Rick Jason (en), ses collègues dans la série Combat !.

### Vie familiale
Marié d'abord à Barbara Turner (en) (1957 - 1964) dont il divorce après avoir eu deux filles, Carrie Ann Morrow, en 1958, et Jennifer Leigh Morrow, alias Jennifer Jason Leigh, en 1962.
En 1975, il se remarie avec Gale Lester, dont il divorce quatre ans plus tard.

## Filmographie

### Acteur de cinéma
- 1955 : Graine de violence (Blackboard Jungle) : Artie West
- 1956 : La Loi de la prairie (Tribute to a Bad Man) : Lars Peterson
- 1957 : Cote 465 (Men in War) : Cpl. James Zwickley
- 1958 : Bagarres au King Créole (King Creole) : Shark (avec Elvis Presley)
- 1958 : Le Petit Arpent du bon Dieu (God's Little Acre) : Shaw Walden
- 1960 : La Ruée vers l'Ouest (Cimarron) : Wes Jennings
- 1961 : Les Cavaliers de l'enfer (Posse from Hell) : Crip
- 1961 : Portrait d'un tueur (Portrait of a Mobster) de Joseph Pevney : Dutch Schultz
- 1970 : Un homme nommé Sledge (Sledge) de Vic Morrow
- 1974 : Larry le dingue, Mary la garce (Dirty Mary Crazy Larry) de John Hough : Everett Franklin
- 1974 : The Take (en) de Robert Hartford-Davis : Manso
- 1975 : La Baby-Sitter : Vic, le ravisseur
- 1976 : La Chouette Équipe (The Bad News Bears) : l'entraineur Roy Turner
- 1978 : San ku kai (Uchu kara no messeji) : le général Garuda
- 1980 : Les Monstres de la mer (Humanoids from the Deep) : Hank Slattery
- 1981 : La Mort au large (L'Ultimo squalo)  : Ron Hamer
- 1982 : Les Guerriers du Bronx (1990: I guerrieri del Bronx) : Hammer
- 1982 : Abengo Airborne Cops (Abenko gongsugundan)
- 1983 : La Quatrième Dimension (Twilight Zone: The Movie) : Bill Connor (scène 1)

### Acteur de télévision
- 1957 : Alfred Hitchcock présente, épisode :A Little Sleep : Benny Mungo
- 1958 : L'Homme à la carabine (The Rifleman), épisode The Angry Gun : Johnny Cotton
- 1959 : L'Homme à la carabine (The Rifleman), épisode Letter of the Law : Brett Stocker
- 1959 : Johnny Ringo, épisode Kid with a Gun : Bill Stoner
- "Bonanza" série télévisée
  - épisode : The Avenger (1960) : Lassiter
  - épisode : The Tin Badge (1961) : Ab Brock
- Le Gant de velours ("The New Breed" série télévisée)
  - épisode : To Sell Another Human Being (1962)
- Les Aventuriers du Far West ("Death Valley Days" série télévisée)
  - épisode : A Matter of Honor (1962) : Lt. Robert Benson
- Les Incorruptibles ("The Untouchables"  série télévisée)
  - épisode : The Tommy Karpeles Story (1960) : Collier
  - épisode : The Maggie Storm Story (1962) : Vince Shirer
- Combat ! (série télévisée : 152 episodes, 1962-1967) Sgt. Chip Saunders
- L'Immortel ("The Immortal" série télévisée)
  - épisode : The Rainbow Butcher (1970) : Sheriff Dan W. Wheeler
- Hawaï police d'État ("Hawaii Five-O" série télévisée)
  - épisode : Two Doves and Mr. Heron (1971) : Edward Heron
- "Mannix" série télévisée
  - épisode : Days Beyond Recall (1971) : Eric Latimer
- Un shérif à New York ("McCloud" série télévisée)
  - épisode : A Little Plot at Tranquil Valley (1972) : Richard
- L'Homme de fer ("Ironside" série télévisée)
  - épisode : Five Days in the Death of Sgt. Brown: Part 1 (1972) : Dr. Ritter
- Mission impossible ("Mission: Impossible" série télévisée)
  - épisode : Two Thousand (1972) : Joseph Collins
- Sur la piste du crime ("The F.B.I." série télévisée)
  - épisode : Center of Peril (1971)
  - épisode : Desperate Journey (1973) : John Stahl
- The Police Story (téléfilm, 1973) : Sgt. Joe LaFreida
- "Police Story" série télévisée
  - épisode : Slow Boy (1973) : Sgt. Joe LaFrieda
  - épisodes : Countdown: Part 1 & 2 (1974) : Sergeant Joe LaFrieda
- Les Rues de San Francisco ("The Streets of San Francisco" série télévisée
  - épisode : The Twenty-Four Karat Plague (1973) : Vic Tolliman
  - épisode : The Twenty-Five Caliber Plague (1974) : Vic Tolliman
- La Nuit qui terrifia l'Amérique (The Night That Panicked America téléfilm, 1975) : Hank Muldoon
- 1976 : Le Trésor de Matacumba : Spangler
- 1977 : Racines (Roots) : Ames (feuilleton télévisé)
- 1977 : Hunter, épisode "The K Group: Part 1 & 2" : Victor (série télévisée)
- 1977 : La Malédiction de la veuve noire (Curse of the Black Widow) : Lt. Gully Conti (téléfilm)
- 1978 : Greatest Heroes of the Bible : Arioch (feuilleton télévisé)
- 1979 : Exécutions sommaires (Stone) : Morgan Teckington (téléfilm)
- 1978-1981 : Drôles de dames (Charlie's Angels) :
  - épisode "Angels in Vegas' (1978) : Mark Haines
  - épisode "Angel in Hiding' (1980) : Lt. Harry Stearns
  - épisode "Let Our Angel Live" (1981) : Lt. Harry Stearns
- 1981 : Magnum (Magnum, P.I.), épisode "Wave Goodbye" : sergent Jordan
- 1982 : L'Île fantastique (Fantasy Island), épisode "Challenge, The/A Genie Named Joe" : Douglas Picard

### Scénariste
- 1962 : Combat ! (série télévisée)
- 1966 : Deathwatch (d'après une nouvelle de Jean Genet)
- 1970 : Un homme nommé Sledge (A Man Called Sledge)

### Réalisateur
- 1964-1966 : Combat ! (6 épisodes) :
  - épisode "The Pillbox" (1964)
  - épisode "The Glory Among Men" (1964)
  - épisode "Losers Cry Deal" (1965)
  - épisode "Cry in the Ruins" (1965)
  - épisode "Hills Are for Heroes: Part 1" (1966)
  - épisode "Gulliver" (1966)
- 1966 : Deathwatch (d'après Jean Genet), avec Leonard Nimoy, Michael Forest et Paul Mazursky
- 1970 : Un homme nommé Sledge (A Man Called Sledge)
- 1977 : Quincy, épisode : A Dead Man's Truth